# Automimetismo

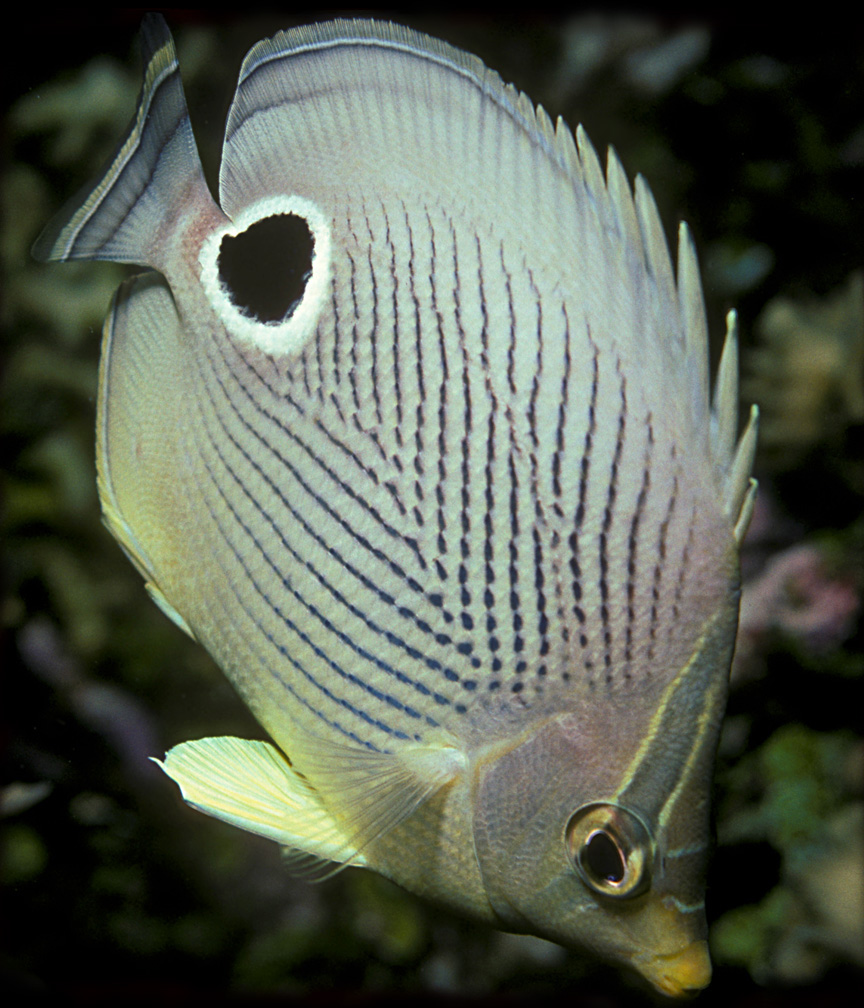
Los ocelos de los peces mariposa (Chaetodon capistratus) imitan sus propios ojos, que se camuflan con una máscara ocular disruptiva, desviando los ataques de la cabeza vulnerable.

En zoología, el automimetismo, mímica de Brower, o mimetismo intraespecífico, es una forma de mimetismo en la que se imita la misma especie de animal. Hay dos formas diferentes.
En una forma, descrita por primera vez por Lincoln Brower en 1967, los miembros más débiles de una especie con aposematismo son «parásitos» de los miembros más fuertes, imitándolos para proporcionar el aprendizaje por refuerzo negativo requerido para que las señales de advertencia funcionen. El mecanismo, análogo al mimetismo batesiano, se encuentra en insectos como la mariposa monarca.
En otra forma, descrita por primera vez por Edward Bagnall Poulton en 1890, una parte menos vulnerable del cuerpo de un animal se asemeja a una parte más vulnerable, por ejemplo, con ocelos falsos o una cabeza falsa que desvía los ataques de la cabeza real, proporcionando una inmediata ventaja. El mecanismo se encuentra tanto en vertebrados como en insectos.
El automimetismo a veces ha sido utilizado militarmente. El A-10 Thunderbolt (Warthog) estaba usualmente pintado con un dosel falso en su parte inferior, imitándose a sí mismo, mientras que la variante blindada del vehículo de recuperación del Tanque Churchill tenía una pistola ficticia, imitando una variante armada del mismo tanque.

## Mímica de los miembros desagradables de la misma especie
El automimetismo fue reportado por primera vez por el ecologista Lincoln Brower y sus colegas, que descubrieron que las mariposas monarca criadas en col eran apetecibles para los arrendajos azules. Sin embargo, las monarcas criadas en su planta huésped natural, el algodoncillo, eran nocivas para los arrendajos, de hecho, los arrendajos que los ingirieron vomitaron. Posteriormente, Brower propuso la hipótesis del automimetismo que implica un polimorfismo o espectro de palatabilidad: algunos individuos podrían defenderse y otros convertirse en apetecibles.
Resulta que muchas especies de insectos son tóxicas o desagradables cuando se han alimentado de plantas que contienen sustancias químicas de clases particulares, pero no cuando se han alimentado de plantas que carecen de esas sustancias químicas. Por ejemplo, algunas mariposas algodoncillas se alimentan de algodoncillos (Asclepias) que contienen el glucósido cardíaco oleandrino; esto los hace venenosos para la mayoría de los depredadores. Estos insectos a menudo son aposemáticos. Al alimentarse de plantas inocuas, son inofensivas y nutritivas, pero un ave que cazó un ejemplar tóxico incluso solo una vez es poco probable que se arriesgue a probar ejemplares inofensivos con la misma coloración aposemática. Tal toxicidad adquirida no se limita a los insectos: desde entonces, se ha demostrado que muchos grupos de animales obtienen compuestos tóxicos a través de sus dietas, lo que hace que el automimetismo sea potencialmente generalizada. Incluso si los compuestos tóxicos se producen por procesos metabólicos en un animal, aún puede haber variabilidad en la cantidad que los animales invierten en su producción, por lo que el alcance de la automimetismo permanece incluso cuando la plasticidad de la dieta no está involucrada. Cualquiera que sea el mecanismo, la palatabilidad puede variar con la edad, el sexo o la reciente utilización de la toxina.

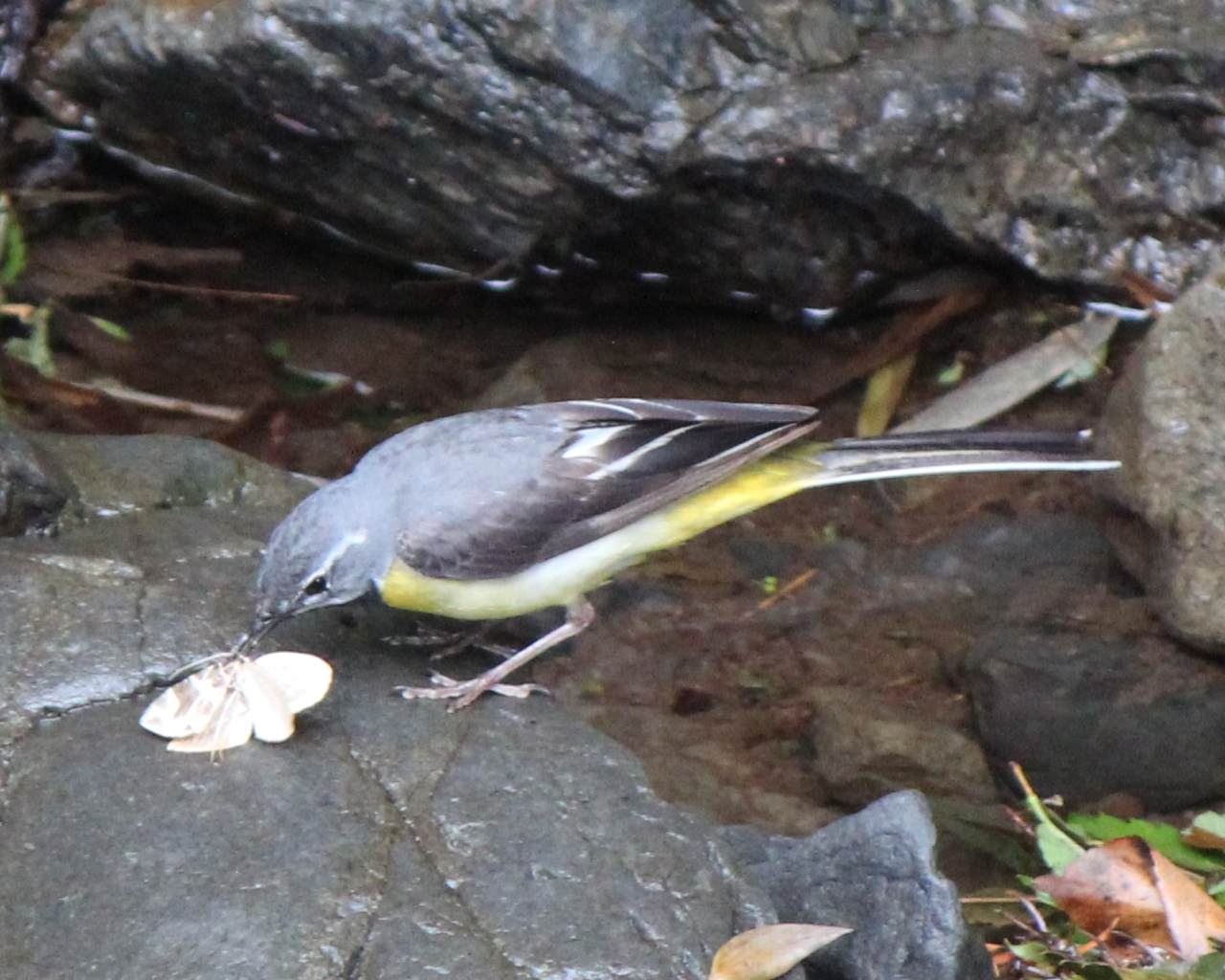
Si las aves que comen insectos, como esta lavandera que come una polilla, tienden a evitar, o probar y escupir, los insectos tóxicos, entonces se debe favorecer la imitación de las formas desagradables por morfos inofensivos de la misma especie.

La existencia del automimetismo en forma de imitadores no tóxicos de miembros tóxicos de la misma especie (análoga del mimetismo batesiano) plantea dos desafíos a la teoría evolutiva: «¿cómo se puede mantener el automimetismo y cómo puede evolucionar?» Para la primera pregunta, mientras las presas de la especie sean, en promedio, inútiles para los depredadores, el automimetismo puede persistir. Si no se cumple esta condición, la población de la especie desciende rápidamente. La segunda pregunta es más difícil, y también puede reformularse sobre los mecanismos que mantienen las señales de advertencia «honestas». Si las señales no fueran honestas, no serían evolutivamente estables. Si los costos de usar toxinas para defensa afectan a los miembros de una especie, entonces los tramposos siempre tendrán una ventaja física sobre los honestos defendidos por toxinas costosas. Una gran variedad de hipótesis se han presentado para explicar la honestidad de la señal en especies aposemáticas. Primero, las toxinas pueden no ser costosas. Existe evidencia de que en algunos casos no hay costo, y que los compuestos tóxicos pueden ser realmente beneficiosos para fines distintos a la defensa. Si es así, entonces los automiméticos pueden simplemente tener la mala suerte de no haber reunido suficientes toxinas de su entorno. Una segunda hipótesis para la honestidad de señal es que puede haber ventajas dependientes de la frecuencia para realizar automimetismo. Si los depredadores cambian entre plantas hospedantes que proporcionan toxinas y plantas que no lo hacen, dependiendo de la abundancia de larvas en cada tipo, entonces la automimetía de las larvas tóxicas por larvas no tóxicas puede mantenerse en un polimorfismo balanceado. Una tercera hipótesis es que los automiméticos son más propensos a morir al lesionarse por el ataque de un depredador. Si los depredadores saborean cuidadosamente a su presa y escupen a cualquiera que sabe mal antes de hacer un daño significativo (comportamiento «lento»), entonces los comunicadores honestos tendrían una ventaja sobre los automiméticos que hacen trampa.

## Cabeza falsa

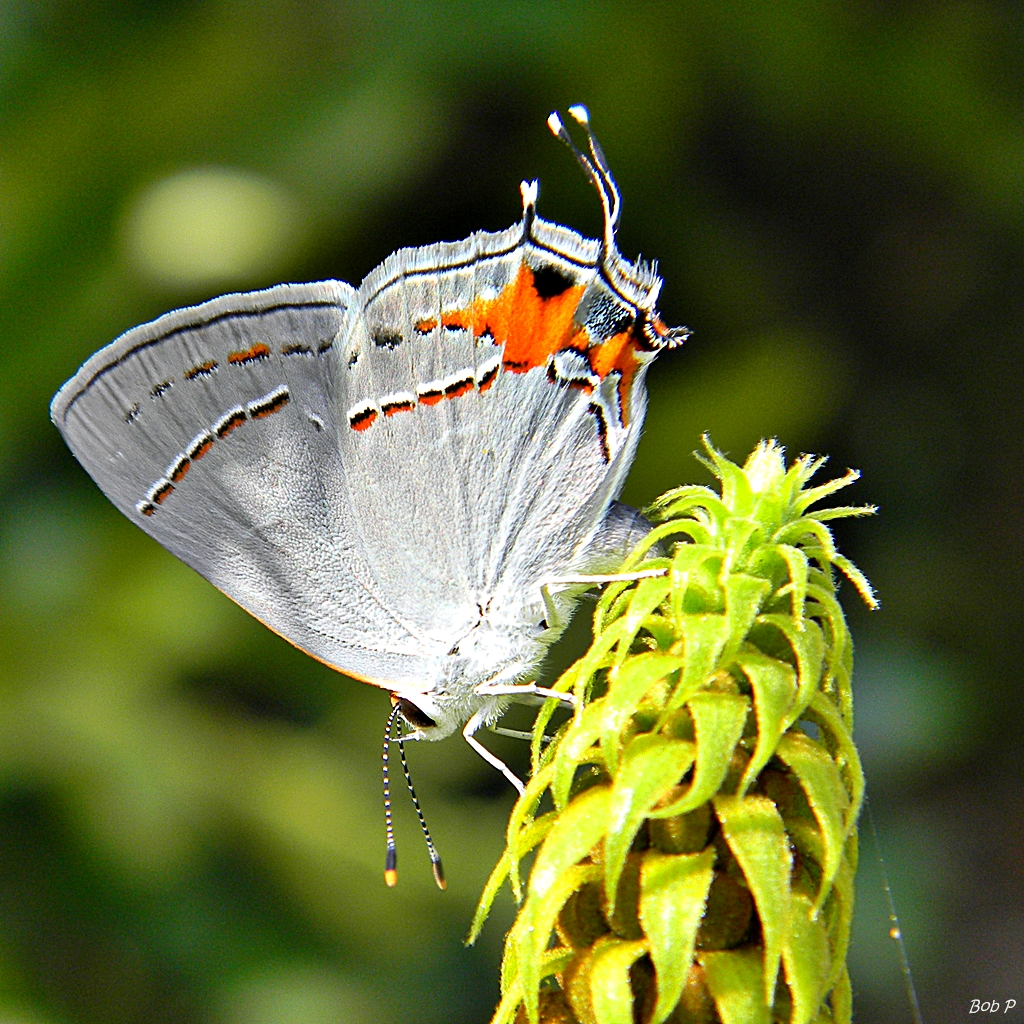
Muchas mariposas azules (Lycaenidae) como esta mariposa gris (Strymon melinus) tienen una cabeza falsa en la parte posterior, sostenida hacia arriba en reposo, desviando los ataques de la cabeza real.

Muchos insectos tienen «colas» filamentosas en los extremos de sus alas y patrones de marcas en las alas. Estos se combinan para crear una «cabeza falsa». Esto dirige mal a los depredadores, como las aves y las arañas saltarinas (Salticidae). Esto ocurre en las mariposas de la subfamilia Theclinae; cuando se posan sobre una ramita o una flor, comúnmente lo hacen boca abajo y mueven sus alas traseras repetidamente, causando movimientos parecidos a una antena de las «colas» en sus alas. Los estudios del daño del ala posterior apoyan la hipótesis de que esta estrategia es efectiva para desviar los ataques de la cabeza del insecto.
La selección natural a favor de las características que desvían los ataques de los depredadores es fácil de explicar: se prefieren las variantes de patrones que desvían el ataque con mayor eficacia, ya que es probable que se maten animales con variantes ineficaces. Los naturalistas desde Edward Bagnall Poulton en su libro de 1890 Los colores de los animales han observado que las mariposas con manchas u otras marcas falsas escapan con daños menores mientras que el depredador solo tiene «una bocanada de alas posteriores» «en lugar de una comida para insectos». Según Poulton:

Cada ala trasera en estas mariposas está equipada con una «cola», que en ciertas especies es larga, delgada y aparentemente nudosa al final. Cuando la mariposa descansa sobre una flor, las alas se cierran y las alas traseras se mantienen en constante movimiento... Este movimiento, junto con su apariencia, hace que las «colas» tengan un mayor parecido con las antenas de una mariposa; las antenas reales están sostenidas [hacia abajo] para no atraer la atención. Cerca de la base de las supuestas antenas existe una marca parecida a un ojo, en la posición más adecuada. El efecto de la marca y el movimiento es producir la apariencia engañosa de una cabeza en el extremo equivocado del cuerpo. El cuerpo es corto y no se extiende tan lejos como la cabeza supuesta, de modo que el insecto no se dañe cuando se lo agarra.

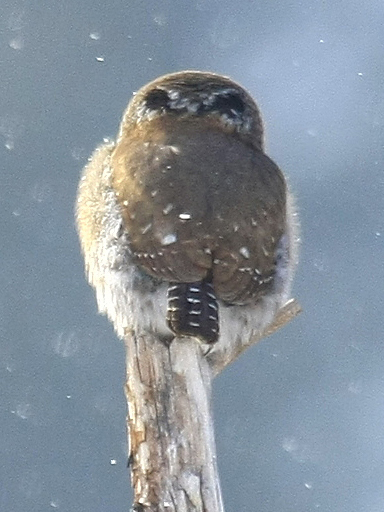
Búho pigmeo (Glaucidium californicum) mostrando manchas oculares detrás de la cabeza

Un experimento de 1981 confirmó la correlación esperada entre el engaño y la supervivencia de las mariposas.
Entre los vertebrados, las serpientes como Charina bottae y la serpiente de coral se enrollan y esconden la cabeza, mostrando su cola como una cabeza falsa. Algunos peces, como la mariposa ocelada, tienen ocelos cerca de sus colas, y cuando se alarman un poco nadan lentamente hacia atrás, mostrando la cola como una cabeza; sin embargo, se han propuesto varias hipótesis para la función de tales ocelos. Varias especies de búhos pigmeos poseen ojos falsos (ocelos) en la parte posterior de la cabeza, engañando a los depredadores para que reaccionen como si fueran el sujeto de una mirada agresiva.

## Uso militar
El automimetismo a veces se ha utilizado en vehículos militares y aviones. Entre los vehículos, variantes especializadas como el vehículo blindado de recuperación de la Segunda Guerra Mundial de Churchill no tenían espacio para un arma real, pero estaban equipados con un arma ficticia, imitando la versión armada del mismo tanque para darle algo de protección.
El avión de ataque a tierra Fairchild-Republic A-10 Thunderbolt II a veces se pintaba con un esquema de camuflaje que incluía tanto coloración disruptiva como automimetismo en forma de falso dosel en la parte inferior. Esto tenía la intención de confundir al enemigo sobre la actitud del avión y la posible dirección de viaje.

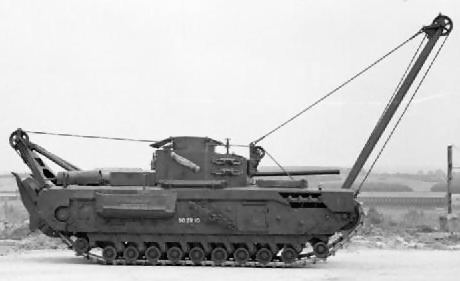
Tanque Churchill versión ARV con una pistola falsa, imitando una variante armada del mismo tanque
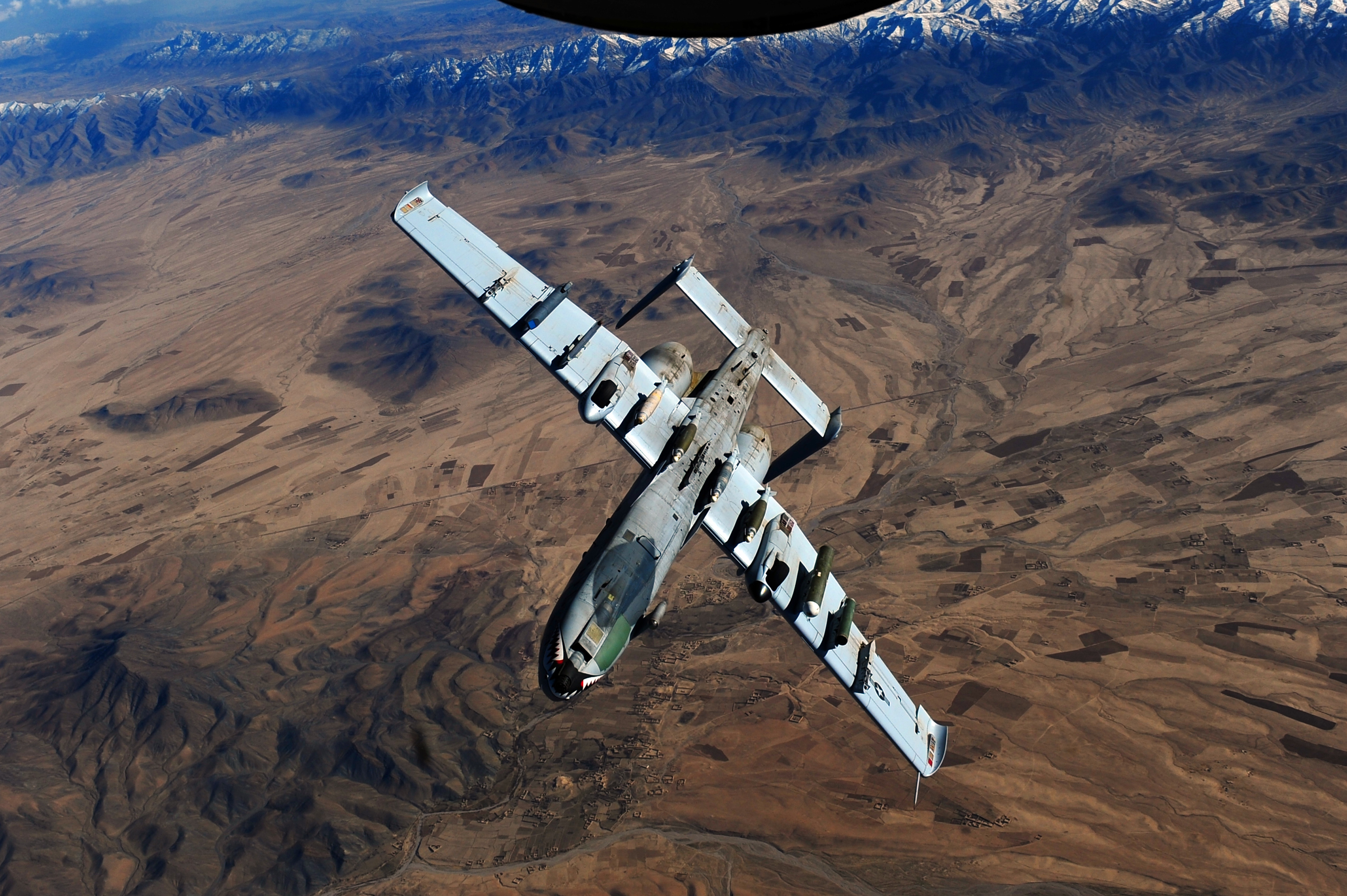
Parte inferior del Fairchild-Republic A-10 Thunderbolt II con un falso dosel pintado, como si el avión estuviera en el camino correcto, imitándose a sí mismo